# Comisión de Relaciones Exteriores del Congreso de la República del Perú
La Comisión de Relaciones Exteriores del Congreso de la República del Perú es una de las comisiones ordinarias del Parlamento, a la cual le compete el estudio y dictamen de los proyectos de ley y la absolución de consultas, en los asuntos de su especialidad.

## Historia
La Comisión de Relaciones Exteriores tiene su antecedente en la Comisión Diplomática en el Congreso Constituyente de 1822. La primera Comisión Diplomática fue instalada en 16 de noviembre de 1822 y estuvo conformada por Francisco Xavier de Luna Pizarro, Ignacio Ortiz de Zevallos, Manuel Pérez de Tudela,  Tomás Diéguez y José Joaquín Olmedo. Dicho Congreso, que duró hasta 1825, también tuvo como integrantes de la Comisión a Hipólito Unanue, Justo Figueroa, José María Galindo, José Larrea y Loredo, Ignacio Alcázar y Francisco Salazar.
Durante el siglo XIX hasta 1959 se mantuvo el nombre de la Comisión Diplomática. A partir de 1960, se conformaron diversas comisiones, tanto en el Senado como en la Cámara de Diputados.
En el Congreso Unicameral (desde 1995) se ha intentado aplicar una costumbre parlamentaria del Congreso Bicameral, que implica que quien ha ejercido la Presidencia de una Cámara, en la legislatura siguiente pasa a presidir la Comisión de Relaciones Exteriores de su Cámara. De esta manera, Martha Chávez, Víctor Joy Way, Luz Salgado, Luis Galarreta y María del Carmen Alva han sido elegidos como presidentes de la Comisión de Relaciones Exteriores tras su gestión en la Mesa Directiva del Congreso.
De la misma manera, en el Congreso Unicameral se intenta seguir la costumbre parlamentaria de tener como miembros de la Comisión de Relaciones Exteriores a los congresistas que han sido presidentes del Congreso.

## Funciones
La Comisión de Relaciones Exteriores tiene como función el estudio y dictamen de las iniciativas legislativas, la absolución de consultas dentro de su especialidad; así como, el seguimiento y fiscalización de las entidades que componen la administración pública en el ámbito de los actos de gobierno y del funcionamiento de los órganos estatales en materia de política exterior, relaciones y cooperación internacional, así como las comunidades peruanas en el exterior, la integración y de desarrollo fronterizo. 
Del mismo modo, la Comisión propicia relaciones con otros parlamentos y organizaciones parlamentarias internacionales y conforma las ligas parlamentarias de amistad.

## Presidentes
Congreso de la República (1980-1992)
- Senado
  - Enrique Bernales Ballesteros (1990-1991)
  - Máximo San Román Cáceres (1991-1992)
- Cámara de Diputados
  - Luis Alvarado Contreras (1990-1991)
  - Víctor Paredes Guerra (1991-1992)

Congreso Constituyente Democrático (1993-1995)
- Víctor Joy Way Rojas (1993-1994)
- Oswaldo Sandoval Aguirre (1994-1995)

Congreso Unicameral (1995-)
- Luis Delgado Aparicio, Cambio 90-Nueva Mayoría (1995-1996)
- Martha Gladys Chávez Cossío, Cambio 90-Nueva Mayoría (1996-1997)
- Víctor Dionisio Joy Way Rojas, Cambio 90-Nueva Mayoría (1997-1998)
- Oswaldo Sandoval Aguirre (1998-1999, 1999-2000)
- Francisco Tudela van Breugel Douglas (2000-2001)
- Luis González Posada Eyzaguirre, APRA (2001-2002)
- Luis Santa María Calderón (2002-2003)
- José Luis Delgado Nuñez del Arco (2003-2004)
- Gustavo Pacheco Villar, FIM (2004-2005, 2005-2006)
- Víctor Rolando Sousa Hanambal, Alianza por el Futuro (2006-2007)
- Alejandro Aguinaga Recuenco, Alianza por el Futuro (2007-2008)
- Santiago Fujimori Fujimori, Alianza por el Futuro (2008-2009)
- Luisa María Cuculiza Torre, Alianza por el Futuro (2009-2010)
- Hildebrando Tapia Samaniego, Alianza por el Futuro (2010-2011)
- Rogelio Canches Guzmán, Gana Perú (2011-2012)
- Víctor Andrés García Belaunde, Acción Popular (2012-2013)
- Martín Belaunde Moreyra, Solidaridad Nacional (2013-2014)
- Lourdes Alcorta Suero, Alianza por el Gran Cambio (2014-2015)
- Elías Rodríguez Zavaleta, APRA (2015-2016)
- Juan Carlos del Águila Cárdenas, Fuerza Popular (2016-2017)
- Luz Salgado Rubianes, Fuerza Popular (2017-2018)
- Luis Galarreta Velarde, Fuerza Popular (2018-2019)
- Carlos Tubino Arias Schreiber, Fuerza Popular (2019)
- Gilmer Trujillo Zegarra, Fuerza Popular (2020-2021)
- Ernesto Bustamante Donayre, Fuerza Popular (2021-2022)
- María del Carmen Alva Prieto, Acción Popular (2022-2023)
- Alejandro Aguinaga Recuenco, Fuerza Popular (2023-2024)
- Auristela Obando Morgan, Fuerza Popular (2024-2025)

## Composición actual
Integrantes de la Comisión para el periodo 2022-2023:
| Congresista                         | Partido                                     | Cargo          |
| ----------------------------------- | ------------------------------------------- | -------------- |
| Auristela Obando Morgan             | Fuerza Popular                              | Presidenta     |
| Jorge Zeballos Aponte               | Renovación Popular                          | Secretario     |
| Juan Carlos Lizarzaburu Lizarzaburu | Alianza para el Progreso                    | Vicepresidente |
| Ernesto Bustamante Donayre          | Fuerza Popular                              | Titular        |
| Alejandro Aguinaga Recuenco         | Fuerza Popular                              | Titular        |
| Patricia Juárez Gallegos            | Fuerza Popular                              | Titular        |
| Luis Roberto Kamiche Morante        | Alianza para el Progreso                    | Titular        |
| Elizabeth Medina Hermosiila         | Bloque Magisterial de Concertación Nacional | Titular        |
| Silvia Monteza Facho                | Acción Popular                              | Titular        |
| Javier Padilla Romero               | Honor y Democracia                          | Titular        |
| Heidy Juárez Calle                  | Podemos Perú                                | Titular        |
| Edgar Tello Montes                  | Podemos Perú                                | Titular        |
| Margot Palacios Huamán              | No agrupado                                 | Titular        |
| Kelly Portalatino                   | Perú Libre                                  | Titular        |
| María Elizabeth Taipe Coronado      | Perú Libre                                  | Titular        |
| Silvana Robles Araujo               | Bancada Socialista                          | Titular        |
| Rosselli Amuruz Dulanto             | Avanza País                                 | Titular        |
| Luis Gustavo Cordero Jon Tay        | Somos Perú                                  | Titular        |
| Carlos Anderson Ramírez             | No agrupado                                 | Titular        |